# Champions Trophy der Herren 2016
Die 36. FIH Champions Trophy der Herren im Hockey fand zwischen dem 10. und 17. Juni 2016 in London, Vereinigtes Königreich statt. Ursprünglich war geplant das Turnier in Argentinien auszutragen, jedoch gab der argentinische Verband die Ausrichterrolle zurück. Der Sieger des Turniers lautet Australien.

## Teilnehmer
Im Gegensatz zu den letzten Ausgaben gab es wieder sechs Teilnehmer statt acht. Teilnahmeberechtigt waren der Gastgeber, der Gewinner des olympischen Turniers 2012, der Gewinner der 13. Weltmeisterschaft 2014, der Gewinner der FIH Hockey World League 2014–15, der Gewinner der FIH Champions Challenge 2014. Eine weitere Nation wurde durch das FIH-Exekutivkomitee eingeladen. Für den Fall, dass Nationen mehr als eins der obengenannten Kriterien erfüllen, lud das Exekutivkomitee weitere Nationen ein. Eigentlich wurden die Niederlande, zu dieser Ausgabe eingeladen, jedoch lehnten sie die Einladung aus finanziellen und terminlichen Gründen ab. Dadurch ergaben sich für dieses Turnier folgende Teilnehmer:
- Großbritannien (Gastgeber)
- Deutschland (Olympiasieger 2012)
- Australien (Weltmeister 2014 und Sieger FIH Hockey World League 2014–15)
- Südkorea (Gewinner der Champions Challenge 2014)
- Belgien (Einladung Exekutivkomitee)
- Indien (Einladung Exekutivkomitee)

## Ergebnisse

### Vorrunde

#### Tabelle
| Pl. | Nation         | Sp. | S | U | N | Tore  | Diff. | Pkt. |
| --- | -------------- | --- | - | - | - | ----- | ----- | ---- |
| 1.  | Australien     | 5   | 4 | 1 | 0 | 14:7  | +7    | 13   |
| 2.  | Indien         | 5   | 2 | 1 | 2 | 10:11 | −1    | 7    |
| 3.  | Deutschland    | 5   | 1 | 3 | 1 | 18:12 | +6    | 6    |
| 4.  | Großbritannien | 5   | 1 | 3 | 1 | 9:7   | +2    | 6    |
| 5.  | Belgien        | 5   | 1 | 2 | 2 | 9:12  | −3    | 5    |
| 6.  | Südkorea       | 5   | 1 | 0 | 4 | 6:16  | −10   | 3    |

|  |                  |
|  | Spiel um Platz 1 |
|  | Spiel um Platz 3 |
|  | Spiel um Platz 5 |

#### Resultate
| 10. Juni 2016  |     |                |
| Deutschland    | 3:3 | Indien         |
| Belgien        | 0:2 | Südkorea       |
| Großbritannien | 0:0 | Australien     |
| 11. Juni 2016  |     |                |
| Deutschland    | 4:4 | Belgien        |
| Indien         | 2:1 | Großbritannien |
| Australien     | 4:2 | Südkorea       |
| 13. Juni 2016  |     |                |
| Südkorea       | 1:4 | Großbritannien |
| Deutschland    | 3:4 | Australien     |
| Belgien        | 2:1 | Indien         |
| 14. Juni 2016  |     |                |
| Indien         | 2:1 | Südkorea       |
| Australien     | 2:0 | Belgien        |
| Großbritannien | 1:1 | Deutschland    |
| 16. Juni 2016  |     |                |
| Australien     | 4:2 | Indien         |
| Südkorea       | 0:7 | Deutschland    |
| Großbritannien | 3:3 | Belgien        |

### Endrunde
17. Juni 2016

#### Spiel um Platz 5
| Belgien | 4:3 | Südkorea |

#### Spiel um Platz 3
| Deutschland | 1:0 | Großbritannien |

#### Finale
| Australien | 0:0 (3:1 SO) 1 | Indien |

## Rangliste
| Rang | Nation         |
| ---- | -------------- |
| 1.   | Australien     |
| 2.   | Indien         |
| 3.   | Deutschland    |
| 4.   | Großbritannien |
| 5.   | Belgien        |
| 6.   | Südkorea       |

## Individuelle Auszeichnungen
Folgende Spieler wurden nach dem Finale ausgezeichnet:
- Bester junger Spieler:  Harmanpreet Singh
- Bester Torhüter:  George Pinner
- Bester Torschütze:  Marco Miltkau
- Bester Spieler:  Tobias Hauke